# Gare de La Bachellerie
Gare de La Bachellerie vasútállomás Franciaországban, Saint-Rabier településen.

## Vasútvonalak
Az állomást az alábbi vasútvonalak érintik:
- Coutras-Tulle-vasútvonal

## Kapcsolódó állomások
A vasútállomáshoz az alábbi állomások vannak a legközelebb:
- Gare de Thenon